# Kostel svatého Jana Nepomuckého (Studnice)
Kostel svatého Jana Nepomuckého se nachází ve Studnici. Stojí poblíž tvrze, která patřila Strakům z Nedabylic. Kostel byl původně domácí kaplí pánů na Studnicích. Byla vystavěna koncem 17. století (v roce 1696 tu již stála) nákladem Zikmunda Leopolda Schmidla ze Schmieden. Roku 1717 ji dal přestavět Joachim Zikmund Schmidl s chotí Františkou, rozenou Hochberkovou z Hennersdorfu a ustanovil při ní kaplana. V roce 1764 byla kaple zvýšena a prodloužena a roku 1785 zde byla zřízena lokálie.
Kostel svatého Jana Nepomuckého je vcelku drobná, barokně orientovaná jednolodní stavba bez věže, pouze se sanktusníkem nad lodí. Půdorys kostela je nezvyklý. Západní strana kostela je nejstarší, původně asi rotunda. Při přestavbě roku 1717 byla západní strana zploštěna, k východní straně byla přistavěna loď a polokruhem uzavřené kněžiště. Ke kněžišti jsou ze severní i jižní strany připojeny dva stejné přístavky, sakristie a oratoř. Nejstarší část stavby byla upravena na kruchtu s přístupem po vnějším krytém
schodišti po severní straně.
Stěny jsou hladké a s pilastry, okna pravoúhlá v rámci, shora lehce vypjatým s klenákem. Západní průčelí je ploché se zakulacenými rohy a pilastry členěné až k okapní římse. Nad ní je barokně vykrojený štít, s pilastry a koulemi po stranách. Svrchu je prohnutý nástavec se sochou Jana Nepomuckého a koulemi po stranách. Ve středu průčelí je okno na kruchtu. V dolní části je hlavní vchod do kostela, portál s profilovaným pískovcovým rámem s velkým klenákem, nad ním supraporta s akantovou kartuší s dvojznakem Schmidlovských. Kostel je krytý po jižní straně břidlicovými šablonami, po severní straně břidlicí a částečně šedými cementoasbestovými šablonami. Nad lodí je osmiboká vížka s cibulovou střechou a bání s křížem. Kromě hlavního vchodu má kostel ještě další tři vchody - do sakristie, do oratoře a na schodiště na kruchtu.
Kněžiště je v kostele téměř čtvercové, dlouhé 4,2 m, loď dlouhá 8,5 m, široká 4,4 m a kruchta v nejširší části široká 7,2 m a hluboká 5,3 m. Celý prostor je pokryt plochým stropem, pod nímž obíhá římsa podepřená nástěnnými pilastry. Oratoř na severu je otevřena segmentovým obloukem do sakristie. Na jihu vede pravoúhlý vchod. Kruchta je dřevěná na příčném trámu.

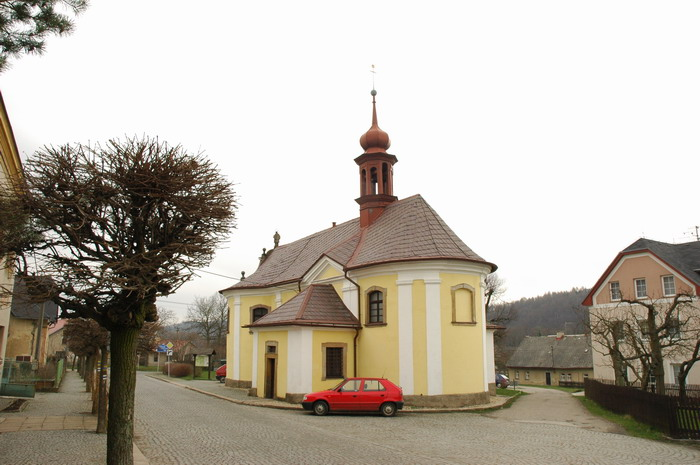
Pohled na kostel od jihovýchodu
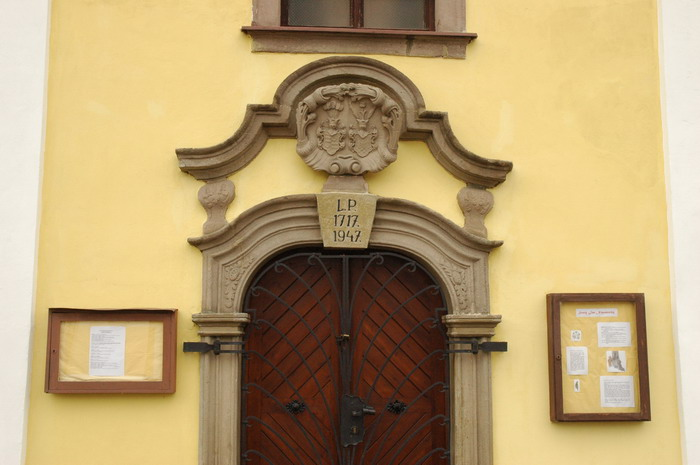
Vstupní portál